# 過海隧道巴士N691線
過海隧道巴士N691線是香港的一條通宵過海隧道巴士路線，由九巴及城巴營運，來往調景嶺及中環（港澳碼頭），途經尚德、將軍澳市中心、坑口、寶琳、翠林邨、康盛花園、馬游塘、秀茂坪、藍田、東區海底隧道、北角、銅鑼灣、灣仔、金鐘、中環。本線是繼N170和N680線後新界區第三條通宵專營過海巴士路線。
過海隧道巴士191R線，由九巴及城巴聯營，由灣仔（會展新翼）單向前往康城站，只於香港書展舉行期間之星期五及六晚上「夜書市」結束時提供服務。從會展開出後，取道紅磡海底隧道、東九龍走廊、啟德隧道、觀塘繞道及將軍澳隧道直達景林邨、坑口、尚德、調景嶺、將軍澳市中心及百勝角。

## 歷史
- 1997年12月22日：N691線投入服務，由中巴及九巴經營，來往坑口北及中環港澳碼頭。
- 1998年9月1日：中華巴士專營權結束，改為新巴及九巴合營。
- 1999年2月14日：將軍澳區總站由坑口北延長至尚德。
- 2004年5月1日：清晨由尚德開出及午夜由中環開出班次繞經將軍澳市中心。
- 2006年1月16日：往中環方向改經唐俊街及寶邑路（將軍澳廣場）。
- 2006年4月24日：將軍澳區總站由尚德延長至調景嶺（景嶺路），往中環方向改經清風街天橋、維園道、告士打道、夏慤道及干諾道中，以節省行車時間，成為繼九巴90及290線於1996年10月停止服務相隔九年半後，九巴首條以調景嶺為總站之巴士路線，不過只是通宵過海聯營路線。
- 2008年6月8日：調整車費，全程收費增至$21.2。
- 2016年3月28日：九巴班次增設到站時間預報。
- 2018年5月28日：新巴班次增設實時抵站時間查詢服務。
- 2019年1月20日：調整車費，全程收費增至$22.7。
- 2019年7月14日：往調景嶺方向，加停寶寧路「富寧花園」站。[1]
- 2021年7月16日：191R線首次提供服務，只在香港書展期間的星期五及星期六行走。[2]
- 2022年7月22日：191R線改由博覽道會展二期入口外開出，並以日出康城第五期MALIBU基座之有蓋公共運輸交匯處為終站。
- 2023年7月1日：因應新巴城巴合併，本線改由九巴及城巴聯合經營。
- 2025年1月5日，調整車費，全程車費增至$25.7。

## 服務時間（詳細班次）
| 調景嶺開 | 調景嶺開            | 中環（港澳碼頭）開 | 中環（港澳碼頭）開  |
| 日期     | 開出時間            | 日期               | 開出時間            |
| -------- | ------------------- | ------------------ | ------------------- |
| 每日     | 00:00、00:35        | 每日               | 00:00、00:20、00:40 |
| 每日     | 01:10、01:35        | 每日               | 01:00、01:25、01:50 |
| 每日     | 02:00、02:30        | 每日               | 02:15、02:45        |
| 每日     | 03:00、03:30        | 每日               | 03:15、03:45        |
| 每日     | 04:00、04:25、04:45 | 每日               | 04:15、04:45        |
| 每日     | 05:05、05:25、05:45 | 每日               | 05:15、05:45        |

- 註：有紅字班次為九巴派車，其餘班次為城巴派車。

## 收費
N691
全程：$25.7
- 東區海底隧道轉車站往中環（港澳碼頭）：$16.7
- 過東區海底隧道後往中環（港澳碼頭）：$9.2
- 過東區海底隧道後往調景嶺：$11.8

| - 本線設有12歲以下小童及65歲或以上長者半價優惠。 - 65歲或以上香港居民使用「樂悠咭」，以及12歲以下合資格殘疾兒童使用「殘疾人士身份」個人八達通繳付車資，均可享有每程$2.0或半價（以較低者為準）的票價優惠；12至64歲合資格殘疾人士使用「殘疾人士身份」個人八達通（包括「樂悠咭」），以及60至64歲香港居民使用「樂悠咭」繳付車資，均可享有每程$2.0或全費（以較低者為準）的票價優惠。 - 65歲或以上長者如使用長者或一般個人八達通繳付車資，則只可享有半價優惠；12至64歲合資格殘疾人士如不使用「殘疾人士身份」個人八達通，以及60至64歲人士如不使用「樂悠咭」繳付車資，必須繳付全費。 - 乘客可以現金或八達通於上車時付款，不設找續。 - 每位成人乘客可免費攜帶最多兩名4歲以下而不佔座位的兒童乘客乘車，超額之4歲以下小童必須繳付小童車費乘車。 - 持有「九巴月票」之乘客在車票有效期內，每日可享最多10程任何九龍巴士及龍運巴士路線（包括本路線，合資格車程只適用於九龍巴士／龍運巴士提供的班次；惟乘搭機場「A」及「NA」線則可享原價二七折優惠（不會計算每天10次合資格車程））；而B1線則可每日可享最多2程（不會計算每天10次合資格車程）。 - 九龍巴士、城巴、龍運巴士及陽光巴士全職員工及家屬（不包括外判職員）可免費乘搭本路線（陽光巴士員工及家屬只適用於九龍巴士提供的班次），惟必須拍職員或職員家屬八達通。 - 乘客亦可使用AlipayHK「易乘碼」、支付寶、WeChatHK／微信支付「搭車碼」、銀聯雲閃付「乘車碼」及BOC Pay「乘車碼」、具有感應式支付功能的JCB、卡美國運通、大來國際、Discover Card（只適用於九龍巴士／龍運巴士提供的班次）、VISA、Mastercard及銀聯卡，以及Apple Pay、Google Pay及Samsung Pay流動支付平台繳付車資。九巴班次的乘客使用上述付款方式，將只可享有與其他九巴路線／聯營路線九巴班次之轉乘優惠；城巴班次的乘客使用上述付款方式，將只可享有與其他城巴獨營路線或聯營線城巴班次之轉乘優惠。乘客亦不能享有「公共交通費用補貼計劃」及「長者及合資格殘疾人士公共交通票價優惠計劃」。 |

191R
全程：$26.8
| - 本線設有12歲以下小童及65歲或以上長者半價優惠。 - 65歲或以上香港居民使用「樂悠咭」，以及12歲以下合資格殘疾兒童使用「殘疾人士身份」個人八達通繳付車資，均可享有每程$2.0或半價（以較低者為準）的票價優惠；12至64歲合資格殘疾人士使用「殘疾人士身份」個人八達通（包括「樂悠咭」），以及60至64歲香港居民使用「樂悠咭」繳付車資，均可享有每程$2.0或全費（以較低者為準）的票價優惠。 - 65歲或以上長者如使用長者或一般個人八達通繳付車資，則只可享有半價優惠；12至64歲合資格殘疾人士如不使用「殘疾人士身份」個人八達通，以及60至64歲人士如不使用「樂悠咭」繳付車資，必須繳付全費。 - 乘客可以現金或八達通於上車時付款，不設找續。 - 每位成人乘客可免費攜帶最多兩名4歲以下而不佔座位的兒童乘客乘車，超額之4歲以下小童必須繳付小童車費乘車。 - 持有「九巴月票」之乘客在車票有效期內，每日可享最多10程任何九龍巴士及龍運巴士路線（包括本路線，合資格車程只適用於九龍巴士／龍運巴士提供的班次；惟乘搭機場「A」及「NA」線則可享原價二七折優惠（不會計算每天10次合資格車程））；而B1線則可每日可享最多2程（不會計算每天10次合資格車程）。 - 九龍巴士、城巴、龍運巴士及陽光巴士全職員工及家屬（不包括外判職員）可免費乘搭本路線（陽光巴士員工及家屬只適用於九龍巴士提供的班次），惟必須拍職員或職員家屬八達通。 - 乘客亦可使用AlipayHK「易乘碼」、支付寶、WeChatHK／微信支付「搭車碼」、銀聯雲閃付「乘車碼」及BOC Pay「乘車碼」、具有感應式支付功能的JCB、卡美國運通、大來國際、Discover Card（只適用於九龍巴士／龍運巴士提供的班次）、VISA、Mastercard及銀聯卡，以及Apple Pay、Google Pay及Samsung Pay流動支付平台繳付車資。九巴班次的乘客使用上述付款方式，將只可享有與其他九巴路線／聯營路線九巴班次之轉乘優惠；城巴班次的乘客使用上述付款方式，將只可享有與其他城巴獨營路線或聯營線城巴班次之轉乘優惠。乘客亦不能享有「公共交通費用補貼計劃」及「長者及合資格殘疾人士公共交通票價優惠計劃」。 - 此路線不設分段收費。 |

## 使用車輛
九巴和城巴各自派出3輛空調巴士行走：前者以亞歷山大丹尼士Enviro 500 MMC12米（ATENU）雙層巴士及富豪B9TL12米（AVBWU）雙層巴士為主；後者則採用亞歷山大丹尼士Enviro 500 MMC11.3米（40XX/41XXX）雙層巴士或亞歷山大丹尼士Enviro 400 Euro V（38XX/315XX）為主，偶爾會採用亞歷山大丹尼士Enviro 500 MMC12米（55XX/56XX/57XX/58XX/51XXX）雙層巴士、富豪B9TL11.3米（45XX/42XXX）雙層巴士等行走。

## 行車路線
N691
- 調景嶺開經：景嶺路、翠嶺路、寶順路、唐明街、唐俊街、寶邑路、昭信路、寶寧路、常寧路、重華路、培成路、常寧路、寶寧路、寶琳北路、佳景路、寶林公共運輸交匯處、欣景路、寶豐路、寶康路、寶琳北路、寶琳路、秀茂坪道、將軍澳道、鯉魚門道、東區海底隧道、東區走廊、民康街、英皇道、清風街天橋、維園道、告士打道、內告士打道、告士打道、夏慤道、紅棉路支路、琳寶徑、遮打道、昃臣道、干諾道中及港澳碼頭通道。
- 中環（港澳碼頭）開經：港澳碼頭通道、干諾道中、林士街、德輔道中、金鐘道、軒尼詩道、怡和街、高士威道、英皇道、民康街、東區走廊、東區海底隧道、鯉魚門道、將軍澳道、秀茂坪道、寶琳路、寶琳北路、寶康路、寶豐路、欣景路、佳景路、寶琳北路、寶寧路、常寧路、重華路、培成路、常寧路、寶寧路、昭信路、寶邑路、唐俊街、唐明街及景嶺路。

191R
- 經：博覽道、博覽道中、博覽道東、迴旋處、博覽道東、會議道、龍和道、分域碼頭街、告士打道、菲林明道、鴻興道巴士專綫、海底隧道、康莊道、漆咸道北、東九龍走廊、啟德隧道、啟福道、觀塘繞道、將軍澳道、將軍澳隧道、將軍澳隧道公路、寶順路、寶寧路、常寧路、重華路、培成路、銀澳路、昭信路、寶邑路、寶康路、唐明街、景嶺路、翠嶺路、寶邑路、環保大道、駿日街、駿昇街、駿日街及環保大道及康城路。

### 沿線車站
N691
| 調景嶺開 | 調景嶺開                | 調景嶺開                 | 中環（港澳碼頭）開 | 中環（港澳碼頭）開                | 中環（港澳碼頭）開       |
| 序號     | 車站名稱                | 位置                     | 序號               | 車站名稱                          | 位置                     |
| -------- | ----------------------- | ------------------------ | ------------------ | --------------------------------- | ------------------------ |
| 1        | 調景嶺 （調景嶺站）     | 景嶺路                   | 1                  | 中環（港澳碼頭）                  | 中環（港澳碼頭）巴士總站 |
| 2        | 唐明苑                  | 唐明街                   | 2                  | 港澳碼頭                          | 干諾道中                 |
| 3        | 唐明街公園              | 唐明街                   | 3                  | 林士街                            | 德輔道中                 |
| 4        | 佛教志蓮小學            | 唐俊街                   | 4                  | 恒生銀行總行                      | 德輔道中                 |
| 5        | 將軍澳廣場              | 寶邑路                   | 5                  | 皇后像廣場                        | 德輔道中                 |
| 6        | 煜明苑                  | 昭信路                   | 6                  | 遮打花園                          | 德輔道中                 |
| 7        | 明德邨                  | 寶寧路                   | 7                  | 金鐘－統一中心                    | 金鐘道                   |
| 8        | 重華路                  | 重華路                   | 8                  | 盧押道                            | 軒尼詩道                 |
| 9        | 培成路 （南豐廣場）     | 培成路                   | 9                  | 菲林明道                          | 軒尼詩道                 |
| 10       | 厚德邨                  | 寶寧路                   | 10                 | 史釗域道                          | 軒尼詩道                 |
| 11       | 景林邨                  | 寶琳北路                 | 11                 | 杜老誌道                          | 軒尼詩道                 |
| 12       | 寶林巴士總站 （寶琳站） | 寶林公共運輸交匯處       | 12                 | 灣仔消防局                        | 軒尼詩道                 |
| 13       | 梁潔華小學              | 寶豐路                   | 13                 | 銅鑼灣-百德新街                   | 怡和街                   |
| 14       | 怡心園                  | 寶康路                   | 14                 | 維多利亞公園                      | 高士威道                 |
| 15       | 翠林邨                  | 寶琳北路                 | 15                 | 銀幕街                            | 英皇道                   |
| 16       | 康盛花園                | 寶琳北路                 | 16                 | 七海商業中心                      | 英皇道                   |
| 17       | 茅湖仔村                | 寶琳路                   | 17                 | 電廠街                            | 英皇道                   |
| 18       | 馬游塘村                | 寶琳路                   | 18                 | 書局街                            | 英皇道                   |
| 19       | 寶達邨轉車站（H2）      | 寶琳路                   | 19                 | 港運城                            | 英皇道                   |
| 20       | 秀茂坪邨秀暉樓          | 秀茂坪道                 | 20                 | 東隧轉車站（L2）                  | 東區海底隧道             |
| 21       | 藍田站                  | 藍田公共運輸交匯處       | 21                 | 藍田站                            | 鯉魚門道                 |
| 22       | 東隧轉車站（K1）        | 東區海底隧道             | 22                 | 觀塘警署（Q1）                    | 將軍澳道                 |
| 23       | 港運城                  | 英皇道                   | 23                 | 曉光街                            | 秀茂坪道                 |
| 24       | 新都城大廈              | 英皇道                   | 24                 | 秀茂坪邨秀暉樓                    | 秀茂坪道                 |
| 25       | 長康街                  | 英皇道                   | 25                 | 寶達邨轉車站（N2）                | 寶琳路                   |
| 26       | 炮台山站                | 英皇道                   | 26                 | 安達臣道                          | 寶琳路                   |
| 27       | 清風街天橋              | 英皇道                   | 27                 | 馬游塘村                          | 寶琳路                   |
| 28       | 百德新街                | 告士打道                 | 28                 | 茅湖仔村                          | 寶琳路                   |
| 29       | 景隆街                  | 告士打道                 | 29                 | 康盛花園                          | 寶琳北路                 |
| 30       | 馬師道                  | 告士打道                 | 30                 | 翠林邨                            | 寶琳北路                 |
| 31       | 史釗域道                | 告士打道                 | 31                 | 富麗花園                          | 寶康路                   |
| 32       | 柯布連道                | 告士打道                 | 32                 | 寶琳邨寶儉樓                      | 寶豐路                   |
| 33       | 分域街                  | 告士打道                 | 33                 | 欣明苑                            | 欣景路                   |
| 34       | 金鐘站－海富中心        | 夏慤道                   | 34                 | 景林邨                            | 寶琳北路                 |
| 35       | 皇后像廣場              | 干諾道中                 | 35                 | 厚德邨                            | 寶寧路                   |
| 36       | 砵典乍街                | 干諾道中                 | 36                 | 重華路                            | 重華路                   |
| 37       | 租庇利街                | 干諾道中                 | 37                 | 培成路 （南豐廣場）               | 培成路                   |
| 38       | 林士街                  | 干諾道中                 | 38                 | 富寧花園                          | 寶寧路                   |
| 39       | 中環（港澳碼頭）        | 中環（港澳碼頭）巴士總站 | 39                 | 坑口（北） （將軍澳醫院主座大樓） | 寶寧路                   |
|          |                         |                          | 40                 | 煜明苑                            | 昭信路                   |
| 41       | 寶盈花園                | 寶邑路                   |                    |                                   |                          |
| 42       | 唐明街公園              | 唐明街                   |                    |                                   |                          |
| 43       | 彩明苑彩富閣            | 景嶺路                   |                    |                                   |                          |
| 44       | 調景嶺 （調景嶺站）     | 景嶺路                   |                    |                                   |                          |

191R
| 灣仔（菲林明道）開                         | 灣仔（菲林明道）開         | 灣仔（菲林明道）開   |
| 序號                                       | 車站名稱                   | 位置                 |
| ------------------------------------------ | -------------------------- | -------------------- |
| 1                                          | 會展新翼                   | 博覽道               |
| 紅磡海底隧道                               |                            |                      |
| 2                                          | 紅磡海底隧道轉車站（C2）   | 康莊道               |
| 3                                          | 山谷道                     | 漆咸道北             |
| 東九龍走廊、啟德隧道； 觀塘繞道； 將軍澳道 |                            |                      |
| 4                                          | 將軍澳隧道巴士轉乘站（P2） | 將軍澳隧道           |
| 將軍澳隧道、將軍澳隧道公路                 |                            |                      |
| 5                                          | 景林邨景榕樓               | 寶順路               |
| 6                                          | 厚德邨                     | 寶寧路               |
| 7                                          | 重華路                     | 重華路               |
| 8                                          | 煜明苑                     | 銀澳路               |
| 9                                          | 富康花園                   | 寶康路               |
| 10                                         | 唐明街公園                 | 唐明街               |
| 11                                         | 彩明苑彩富閣               | 景嶺路               |
| 12                                         | 調景嶺站                   | 景嶺路               |
| 13                                         | 將軍澳中心                 | 寶邑路               |
| 14                                         | 將軍澳站                   | 寶邑路               |
| 15                                         | 將軍澳廣場                 | 寶邑路               |
| 16                                         | 蓬萊路                     | 環保大道             |
| 17                                         | 百勝角                     | 環保大道             |
| 18                                         | 峻瀅                       | 環保大道             |
| 19                                         | MEGA Plus 數據中心         | 環保大道             |
| 20                                         | 日出康城領都               | 環保大道             |
| 21                                         | 日出康城首都               | 環保大道             |
| 22                                         | 康城站                     | 康城站公共運輸交匯處 |

## 服務狀況
將軍澳新市鎮在1990年代迅速發展，寶琳北路及坑口一帶的人口足以開辦一條通宵過海隧道巴士路線，以補日間常規路線690線、691線和693線的不足，加上定線以服務當時已發展的地區為主，從而令寶琳路另一端的秀茂坪也能受惠。
本線開辦首五年，由於地鐵還未在有關地區提供服務，當時690線、691線平日過海往將軍澳的尾班車經常「頂閘」，部份無法登車的居民，被迫乘搭車費較貴的本線，故客量相當高，尤以午夜起兩小時內，由港島返回將軍澳方向最為明顯，而客量最高峰則會在農曆新年大除夕夜出現。但自2002年起，地鐵（今港鐵）將軍澳綫和另一條途經東區海底隧道及藍田站的過海隧道巴士N619線相繼投入和擴展服務，原本在凌晨一時前利用本線由港島前往寶琳和坑口的乘客，大可改用港鐵；而深宵前往藍田和觀塘的乘客，則有比較廉宜和直接的巴士服務（日間設有直達觀塘的過海隧道巴士101線，但過海隧道巴士N121線只能到達淘大花園外的牛頭角巴士總站；N691亦比N619貴達$8.4，此車費足以乘搭多一程九龍區短程通宵巴士），本線開始遭到摒棄，即使將軍澳區總站再三延長至尚德和調景嶺，擴展服務範圍至全將軍澳，客量經已嚴重流失，無助改善客量。
由於客量在隨後數年持續下跌，加上營辦商整體營運成本上升，本線遂成為營辦商的「開刀」對象：
- 削減班次及改道行走：由於往中環方向的客量明顯偏低，改經告士打道及干諾道中將有助加快車程及回車速度，提高營運效率。
- 改派單層或兩軸巴士行走：營辦商先後把部份班次，改以單層或兩軸巴士服務，減少途經東區海底隧道的路費開支。（不過，隨著各巴士公司單層巴士數量減少，本路線班次持續縮減，再加上專營巴士使用各海底隧道免隧道費化，相關營辦商近年於一般情況下已近乎沒再以單層巴士服務N691線。）
- 班次改由他線調走：本線部份班次改由日間路線調走，以減少駕駛通宵路線的車長開支。

## 外部連結
- Allnight Cross Harbour Route 通宵隧巴路線－N691 （页面存档备份，存于）